# Arthur Preuss
Arthur Preuss (Saint Louis, 22 marzo 1871 – Saint Louis, 16 dicembre 1934) è stato un giornalista, scrittore e editore statunitense; di fede cattolica celebre per la sua stampa antimassonica, egli era di origine tedesca.

## Biografia
Preuss fu un amico di mons. Umberto Benigni, fondatore del Sodalitium Pianum e di mons. Ernest Jouin direttore della Revue internationale des sociétés secrètes. La RISS tradusse in francese il libro di Preuss Studio sulla massoneria americana che fu un successo con 5 edizioni, l'ultima nel 1924. Stampò la Catholic Review, poi la Catholic Fortnightly Review nel 1894. Nel 1896 era l'editore dell'impresa tedesca e cattolica  B.Herder . Tradusse libri teologici dal tedesco.

## Teorie
Preuss denuncerà la massoneria come una forza considerevole fra le influenze che concorrono a formare le idee d'un americano e a influenzare la sua vita. Le sue influenze si traducono nella stampa, la letteratura, i discorsi politici e per il fatto che gli adepti della massoneria dominano il corpo legislativo, giudiziario, l'esecutivo, i ministri del culto protestante e l'insegnamento in cui sono incoraggiate l'appartenenza a società e clubs che imitano i suoi segreti e i suoi metodi e preparano il riscatto massonico di domani, il tutto sotto la copertura di una "fraternità" inoffensiva.

## Pubblicazioni
- Study on American Freemasonry
- Saggio sulla massoneria americana. Secondo diverse opere autorevoli, Centro Librario Sodalitium, 2014. Prima traduzione in italiano.
- A dictionary of secret and other societies. Comprising masonic rites, lodges, and clubs; concordant, clandestine, and spurious masonic bodies, non-masonic freemasons Organizations to Which only are ADMITTED, mystical and occult societies, fraternal, benevolent and beneficiary societies, political, patriotic, and civic brotherhoods; Greek fraternities and sororities letter, military orders and ancestral; revolutionary brotherhoods, and many other Organizations, St. Louis, Mo. / London: B. Herder Book, 1924.
- Freemasonry And The Human Soul, Kessinger Publishing.
- Masonic Morality and Benevolence, Kessinger Publishing.